# 지분위장
지분위장은 제3자에게 목표 회사의 주식을 매입하도록 하는 위장 전술이다. 파킹이라고도 한다. 기업간 적대적 인수합병에서는 피인수기업이 모르는 사이에 주식을 모으는 것이 가장 중요한데, 국내법에서는 5%룰이 적용되어 주식의 5% 이상을 소유하게 되면 그 내용과 목적을 금융감독원과 한국거래소에 신고해야 한다. 이를 막기 위해서 제 3자를 끌어들여서 우호적 지분을 확보한 수에, 갑작스럽게 적대적 기업인수를 선언하는 것이 파킹이다. 단, 피인수기업이 알지 못하게 주식을 매입하는 것이기 때문에 피인수기업 측에서 소송을 걸어올 수 있다.